# Katastralgemeinde Tanzenberg
Die Katastralgemeinde Tanzenberg ist eine von sieben Katastralgemeinden der Stadtgemeinde St. Veit an der Glan im Bezirk Sankt Veit an der Glan in Kärnten, in Österreich. Sie hat eine Fläche von 377,09 ha.
Die Katastralgemeinde gehört zum Sprengel des Vermessungsamtes Klagenfurt.

## Lage
Die Katastralgemeinde liegt im Süden der Gemeinde Sankt Veit an der Glan und des Bezirks Sankt Veit an der Glan. Sie liegt im Glantaler Bergland nordwestlich des Zollfelds und erstreckt sich vom Rabenkogel südlich von Hörzendorf im Norden bis nahe an die Ortschaft Kading im Süden sowie vom Rand des Ortes Pörtschach am Berg im Westen bis an den Rand des Zollfelds im Osten. Die Katastralgemeinde erstreckt sich über eine Höhenlage von 458 m ü. A. am Rand des Zollfelds an der Südostgrenze der Katastralgemeinde bis zu 622 m ü. A. am Rabenkogel im Norden.

## Ortschaften
Zur Gänze auf dem Gebiet der Katastralgemeinde Tanzenberg liegen die Ortschaften Tanzenberg, Affelsdorf, Gersdorf, Laasdorf und Raggasaal. Außerdem lag zur Zeit der Erstellung des Franziszeischen Katasters auf dem Gebiet der Katastralgemeinde Tanzenberg ein kleiner Teil des Ortes Höfern, von dem heute nur mehr Häuser auf dem Gebiet der Gemeinde Maria Saal erhalten sind.

## Vermessungsamt-Sprengel
Die Katastralgemeinde gehört seit 1. Jänner 1998 zum Sprengel des Vermessungsamtes Klagenfurt. Davor war sie Teil des Sprengels des Vermessungsamtes St. Veit an der Glan.

## Geschichte
Ende des 18. Jahrhunderts wurden die Kärntner Steuergemeinden (später: Katastralgemeinden) gebildet und Steuerbezirken zugeordnet. Die Steuergemeinde Tanzenberg wurde Teil des Steuerbezirks Tanzenberg.
Im Zuge der Reformen nach der Revolution 1848/49 wurden in Kärnten die Steuerbezirke aufgelöst und Ortsgemeinden gebildet, die jeweils das Gebiet einer oder mehrerer Steuergemeinden umfassten. Die Steuer- bzw. Katastralgemeinde Tanzenberg wurde Teil der Gemeinde Hörzendorf, die anfangs den Namen Gemeinde Karlsberg trug. Die Größe der Katastralgemeinde wurde 1854 mit 656 Österreichischen Joch und 973 Klaftern (ca. 378 ha, also etwa die heutige Fläche) angegeben; damals lebten 113 Personen auf dem Gebiet der Katastralgemeinde. 1972 wurde die Katastralgemeinde Tanzenberg Teil der Gemeinde Sankt Veit an der Glan.
Die Katastralgemeinde Tanzenberg gehörte ab 1850 zum politischen Bezirk Sankt Veit an der Glan und zum Gerichtsbezirk Sankt Veit an der Glan. 1854 bis 1868 gehörte sie zum Gemischten Bezirk Sankt Veit an der Glan. Seit der Reform 1868 ist sie wieder Teil des politischen Bezirks Sankt Veit an der Glan und des Gerichtsbezirks Sankt Veit an der Glan.

## Siedlungsentwicklung
Zum Jahreswechsel 1979/1980 befanden sich in der Katastralgemeinde Tanzenberg insgesamt 29 Bauflächen mit 36.916 m² und 78 Gärten auf 371.858 m², 1989/1990 gab es 26 Bauflächen. 1999/2000 war die Zahl der Bauflächen auf 57 angewachsen und 2009/2010 bestanden 35 Gebäude auf 59 Bauflächen.

## Bodennutzung
Die Katastralgemeinde ist land- und forstwirtschaftlich geprägt. 148 Hektar wurden zum Jahreswechsel 1979/1980 landwirtschaftlich genutzt und 175 Hektar waren forstwirtschaftlich geführte Waldflächen. 1999/2000 wurde auf 176 Hektar Landwirtschaft betrieben und 183 Hektar waren als forstwirtschaftlich genutzte Flächen ausgewiesen. Ende 2018 waren 162 Hektar als landwirtschaftliche Flächen genutzt und Forstwirtschaft wurde auf 191 Hektar betrieben. Die durchschnittliche Bodenklimazahl von Tanzenberg beträgt 42 (Stand 2010).